# Alfred Cornet d'Elzius de Peissant
Alfred Charles Eugène Ghislain Cornet d'Elzius de Peissant (Brussel, 21 mei 1839 - Achel, 3 april 1898) was een Belgisch burgemeester.

## Biografie

### Familie
Graaf Alfred Cornet d'Elzius de Peissant was een telg uit de familie Cornet. Hij was een zoon van graaf Benoît Cornet d'Elzius de Peissant en gravin Élisabeth de Meester. Hij was een broer van graaf Raymond Cornet d'Elzius de Peissant, burgemeester van Grimbergen.
Hij trouwde in 1870 in Brussel met Cécile de Theux de Meylandt (1850-1924), dochter van graaf Barthélémy de Theux de Meylandt, advocaat, lid van het Nationaal Congres, volksvertegenwoordiger, premier, minister en minister van Staat. Ze kregen twee zoons en vijf dochters.
- Marie Cornet d'Elzius de Peissant (1871-1955), trouwde in 1914 in Brussel Pierre de l'Escaille (1876-1957), zoon van Henri de l'Escaille, burgemeester van Sluizen.
- Georges Cornet d'Elzius de Peissant (1872-1946), burgemeester van Achel, provincieraadslid van Limburg en senator, trouwde in 1906 in Brussel met Jeanne Maskens (1880-1958). Ze kregen twee zoons en een dochter, met afstammelingen tot heden.
- Jeanne Cornet d'Elzius de Peissant (1875-1938), religieuze bij de Zusters van het Heilig Hart.
- Maurice Cornet d'Elzius de Peissant (1879-1941), benedictijn.
- Emma Cornet d'Elzius de Peissant (1881-1942), religieuze bij de Zusters van het Heilig Hart.
- Louise Cornet d'Elzius de Peissant (1883-1949), trouwde in 1905 in Brussel met Marcel Pecsteen (1883-1968), zoon van baron Arthur Pecsteen, schepen van Brugge en volksvertegenwoordiger. Ze kregen twee zoons, met afstammelingen tot heden, waaronder jhr. Marc Pecsteen de Buytswerve.

Hij was een schoonbroer van graaf Albert de Theux de Meylandt, burgemeester van Heusden, provincieraadslid van Limburg en volksvertegenwoordiger.

### Kastelen
Wanneer zijn schoonvader, Barthélémy de Theux de Meylandt, in 1874 overleed, erfden Alfred en zijn vrouw Kasteel Genenbroek in Achel. Hij gaf het in de periode 1882-1885 zijn huidige uitzicht. Na zijn overlijden in 1898 erfde zoon Georges het kasteel Genenbroek. Verder bouwde Alfred het systeem van vloeiweides in de Kempen, dat was opgezet door zijn schoonvader, verder uit.
Van zijn grootvader Louis de Meester de Tilbourg erfde hij in 1866 het Kasteel Lacourt nabij Hofstade. Hij breidde het kasteelpark in noordelijke en oostelijke richting uit. In 1885 werd het landhuis gerenoveerd en vergroot. In Hofstade kocht hij ook het Kasteel Nieuwenhuizen.

### Loopbaan
Hij was burgemeester van Hofstade.